# Martorul (film din 1969)
Martorul (în maghiară A tanú) este un film satiric, comic și dramatic realizat în 1969 de regizorul maghiar Péter Bacsó, pe baza unui scenariu al acestuia scris împreună cu János Ujhelyi.
Deși a fost terminat după intervenții numeroase ale cenzurii, filmul a fost interzis până în 1979, devenind după difuzarea sa un film cult, printre cele mai populare în cinematografia maghiară, fiind o satiră a regimului comunist de la începutul anilor 1950. A avut succes și în Occident, după ce a fost prezentat în 1981 la Festivalul Internațional de Film de la Cannes, în secțiunea Un Certain Regard. În 2019, după cercetări minuțioase, a fost găsită versiunea necenzurată a filmului și restaurată digital. Aceasta a fost prezentată la Festivalul de la Cannes în secțiunea Cannes Classics.

## Rezumat
Acțiunea filmului se petrece la începutul anilor 1950. Personajul principal, József Pelikán este un om simplu, care trăiește la țară și este paznic al unui dig de pe malul Dunării.
La începutul acțiunii, Pelikán face un control al digului, mergând pe jos, cu bicicleta și cu barca, împreună cu câinele lui, Fickó. Iese cu barca la mal. Câinele fuge direct pe o lozincă de pe dig cu textul „Trăiască marele nostru conducător înțelept”, și urinează pe el, la care Pelikán îi spune: „Nu acolo, Fickó!” O femeie îi strigă de pe malul opus că se dă carne la măcelărie. Pelikán se grăbește acolo cu bicicleta, împreună cu mulți alți oameni. La măcelărie este deja un rând consistent. Chiar când ajunge și Pelikán, măcelarul anunță că nu mai este carne până în săptămâna următoare.
Ajuns acasă, unde are opt copii, Pelikán le spune că nu există altă soluție, Dezső trebuie să moară. Seara, șapte dintre copii, îmbrăcați în uniformă de pionieri încep să cânte un cântec pionieresc, dirijați fiind de fiica cea mai mare a lui Pelikán, în timp ce acesta îl taie pe Dezső, porcul, crescut pe ascuns în beciul casei. Chiar după ce l-a tăiat, intră în casă doi milițieni, care se interesează dacă familia are porc. Copiii reiau cântatul și milițienii pleacă. Noaptea, toată familia lucrează în beci la prelucrarea cărnii.
În zori, Pelikán se întâlnește cu o cunoștință veche, Zoltán Dániel, ajuns ministru, care pescuiește pe mal. Din conversația lor reiese că pe Pelikán l-a părăsit soția pentru un cârmaci de șlep român. Mergând pe dig, câinele găsește o gaură de popândăi, periculoși pentru siguranța digului prin galeriile pe care le sapă. Cei doi toarnă apă în gaură și omoară doi popândăi. Le taie coada, pentru că dacă le predau, copiii primesc doi forinți pentru fiecare. Între timp, în undița lui Dániel se prinde un pește, și acesta fuge să-l scoată, dar înaintează prea mult în apă, scapă undița și mai că nu se îneacă, dar Pelikán îl scoate.
Acasă la Pelikán, acesta îl culcă pe Dániel în pat, ca să nu răcească. Vin din nou milițienii, pentru că au primit un denunț anonim cum că Pelikán a tăiat un porc, ceea ce este interzis, și se apucă de percheziție în bucătărie. Iese ministrul din cameră și îi oprește, spunând că Pelikán este un tovarăș de nădejde, care l-a salvat pe el în 1944, ascunzându-l în beci și nedenunțându-l. Ca să le arate unde l-a ascuns, deschide chepengul beciului. Toată carnea este acolo, și Dániel le spune milițienilor să-și facă datoria, căci legea este valabilă pentru toți, cu atât mai mult pentru comuniști. Milițienii toarnă petrol pe carne, care va fi dovada materială a vinovăției lui Pelikán, și îl arestează cu cătușe la mâini.
În celula închisorii, Pelikán dă de Gulyás, un polițist care l-a bătut în 1944. Pelikán s-ar răzbuna pentru dinții pierduți atunci, dar renunță. În celulă este deținut și un episcop, care spune că se va ruga pentru el. Pelikán întreabă ce va fi de mâncare. Episcopul îi întreabă pe alți deținuți prin semnale bătute într-o țeavă. Va fi cușcuș.
Pelikán are o vizită, pe fiică-sa, care îi spune că avocatul lui va fi obligat să-l acuze și că pedeapsa poate fi o amendă sau moartea, depinde dacă se vrea sau nu să se dea un exemplu prin condamnare. La despărțire, Pelikán îi spune fetei să aibă grijă și de dig.
Pelikán este eliberat la ordin de sus. El spune că este totuși vinovat că a tăiat porcul, dar pentru autorități n-a existat niciun porc și nicio faptă. Plecând de la închisoare, cere să se îmbunătățească mâncarea acolo, ca să nu se poată spune că în regimul cel nou, la închisoare se mănâncă prost.
Bând o bere la cârciumă, îl vede pe un individ despre care a aflat că l-a denunțat, același care l-a denunțat și în regimul anterior, în care a fost și membru al Partidului Crucilor cu Săgeți. Îl amenință cu bătaia dacă nu pleacă de acolo, și acela pleacă.
Pelikán merge la ministru cu o rață ca să-și exprime recunoștința, dar acesta nu este prezent, și la toate întrebările lui i se răspunde „Nu știu”.
Într-o noapte vine după el o mașină neagră cu doi indivizi în impermeabile de piele negre, despre care se poate deduce că sunt oameni ai ÁVH. Aceștia îi acoperă ochii și îl duc cu ei, fără să-i răspundă la nicio întrebare. Ajung cu mașina într-un garaj, de unde trebuie să urce într-o clădire lugubră, în care deschide o ușă, ajungând într-o încăpere relativ luxoasă, cu o masă așternută frumos. Intră un individ cu un chip de om suferind, tovarășul Virág, care îl salută cordial, îl servește cu o băutură și îl invită la cină. Sunt serviți de o femeie în uniformă militară, cu un purcel fript. Mănâncă numai Pelikán. Virág spune că suferă cu stomacul și ia doar un medicament. Nu-i mai spune lui Pelikán decât că îi va cere cândva ceva și că „situația internațională se tot accentuează”.
Într-o zi când se întoarce acasă cu copiii de la o înghețată, îl găsește acolo pe Virág cu doi indivizi pe care acesta îi prezintă ca fiii lui. După o plimbare pe dig, Pelikán îi invită să împartă cu ei o masă numai din cartofi copți, pentru că nu are altceva. Unul din copii merge în încăperea alăturată și se aude un pocnet. Virág se refugiază imediat sub masă, iar unul din însoțitorii lui trage o rafală cu pistolul mitralieră pe care îl avea ascuns sub haină, distrugând borcanele cu murături de pe bufet, după care anunță că nu mai are cartușe, dar mai are două grenade pe care cere ordin să le folosească. Nu o face, pentru că Pelikán se duce după copil și-l pedepsește cu câteva palme, pentru că a făcut să pocnească o pungă de hârtie, după prostul lui obicei.
Virág îi spune lui Pelikán că ar merita un post de răspundere, pe care acesta îl refuză cu motivul că nu este destul de pregătit ideologic. Virág răspunde că este suficient să-l iubească pe marele conducător înțelept, ceea ce Pelikán confirmă.
Pelikán este numit director al piscinei acoperite din oraș. Se prezintă la post și vede un grup mare de oameni adunați în fața intrării. Au bilete, dar nu sunt lăsați să intre de către un angajat. Pelikán intră și vede un singur individ care înoată, și alții doi în impermeabile de piele care merg paralel cu el pe marginile bazinului. Merge la unul din ei și-i cere biletul, iar angajatului îi spune să-i lase pe cei de afară să intre. Cel de la care a cerut biletul scoate în loc de acesta un pistol. Îl întreabă și pe cel din apă dacă are bilet. Între timp, cei de afară intră și se aruncă în bazin. Cel din apă țipă speriat, iar gărzile lui de corp se aruncă îmbrăcați în apă și-l scot.
Pelikán este din nou la închisoare, cu aceiași ca prima oară. Fostul polițist îl anunță că conducătorii țării se bagă unii pe alții în închisoare. Episcopul întreabă prin mijlocul de comunicare consacrat ce va fi de mâncare. Va fi tot cușcuș, ca și prima oară. Pelikán este din nou eliberat și dus la Virág. Se scuză că nu l-a recunoscut în costum de baie pe tovarășul general Bástya. Dacă ar fi fost în uniformă, l-ar fi recunoscut. Virág îl consolează cu aceea că tov. Bástya l-a iertat și că angajatul a fost internat într-un lagăr ca răspunzător pentru incident, după ce a recunoscut și că mama lui a fost iubita unui chiabur proprietar de moară. Pelikán este din nou servit cu mâncare, și din nou i se spune că i se va cere ceva cândva, la care Pelikán cere doar să se întoarcă la dig. Dar Virág îl anunță că va fi numit directorul Parcului englezesc, un parc de distracție. Pelikán întreabă de ce Parcul englezesc, de ce nu Parcul vesel, la care Virág îl laudă pentru atitudinea sa antiimperialistă.
Ca director, Pelikán redenumește tunelul groazei în „tunelul spiritului socialist”, iar chipurile înfricoșătoare de acolo le înlocuiește cu portrete ale conducătorilor, dar lasă sunetele sinistre și țipetele care se aud dintotdeauna în tunel. Vine tov. Bástya să inaugureze parcul și vizitează tunelul. Îl întâmpină chipul lui Karl Marx, sloganuri comuniste, sunete înfricoșătoare și propriul lui portret, la care leșină.
Pelikán ajunge din nou la închisoare, în aceeași companie. Se plânge că tot încearcă să fie pe linie, dar mereu ajunge pe de lături. Episcopul spune să nu dispere, căci Ungaria va reînvia. Pelikán nu înțelege ce vrea să spună episcopul, iar acesta îi răspunde că aceasta înseamnă că și Pelikán va ajunge cândva să se gândească la mersul lumii. În ziua aceea va fi la prânz mâncare de cartofi. Apropo de aceasta, Pelikán le atrage atenția celorlalți că există totuși progrese în noua orânduire socialistă.
Pelikán ajunge din nou la cină la Virág și din nou îi cere să fie lăsat la dig, dar Virág îi spune că „viața nu este un tort cu frișcă”. Și el este obosit, nu are somn în ultima vreme. Și din nou îi spune că foarte curând îi vor cere ceva, dar tot nu îi spune ce.
Pelikán este numit director al Institutului de Cercetare a Portocalului, care are ca scop cultivarea acestuia în Ungaria. Deocamdată se coace o singură portocală, și se organizează celebrarea primei portocale maghiare. Aceasta este pusă pe o măsuță, sub un clopot de sticlă acoperit cu un șervet. Ceremonia cuprinde un program de dansuri populare. Este prezentă o asistență de rang înalt în frunte cu tov. Bástya și Virág. Sunt prezenți și copiii lui Pelikán în uniformă de pionieri. Acesta descoperă clopotul de sticlă și constată lipsa portocalei, precum și faptul că a fost mâncată de copilul lui cel cu pocnitul pungii. Pelikán merge la Virág și-l întreabă ce e de făcut. Acesta scoate din buzunar o lămâie. La protestul lui Pelikán spune că este portocală și că „nu inițiază o discuție”. Lămâia îi este prezentată tov. Bástya, care o taie și o gustă strâmbându-se. Întrebând ce este asta, Pelikán îi răspunde că e „noua portocală maghiară. Puțin mai galbenă, puțin acră, dar a noastră”, la care generalul nu poate face altceva, decât să zâmbească forțat.
Are loc un spectacol de operetă în cinstea institutului. Pelikán îi spune lui Virág că nu-i place că au înșelat lumea, dar acesta îi răspunde că nu au înșelat pe nimeni, căci doar masele nu mănâncă nici portocale, nici lămâi, dar ei au dat o lovitură puternică imperialiștilor prin faptul că au spus că va exista portocală maghiară și există portocală maghiară.
În aceeași noapte, Pelikán iarăși este dus la tov. Virág. De data aceasta nu mai este servit. Virág începe cu formula „situația internațională se tot accentuează” și-l anunță că au dat lovitura împotriva unui nou grup de răufăcători, cel al fostului ministru Dániel. Pelikán râde, crezând că este vorba de o glumă, dar Virág afirmă că Dániel este spion, trădător și informator al poliției din regimul trecut, și că a recunoscut toate acestea, iar Pelikán va fi martorul principal al acuzării. Pelikán spune că nu a observat nimic suspect la Dániel, la care Virág răspunde că „e suspect ce nu e suspect”. Pelikán cere să fie scutit de mărturie. Virág iese, apoi intră patru indivizi cu înfățișare amenințătoare care îl înconjoară fără să spună nimic. Revine Virág cu o tavă cu dulciuri și le reproșează celor patru că îl molestează pe Pelikán. Aceia ies, iar Virág îl servește.
Acasă, Pelikán nu are somn noaptea, tot gândindu-se cum de Dániel este trădător și cum de „e suspect ceea ce nu e suspect”. Își aprinde o țigară și până la urmă adoarme cu ea în gură. Îi arde casa. Vine Virág și îi repetă formulele lui obișnuite. Atunci sosesc și pompierii, pe care Pelikán îi chemase demult. Virág îl întreabă pe comandantul lor de ce au venit abia atunci, la care acesta îi răspunde că au ordin de sus să fie vigilenți, mai întâi să verifice dacă este vorba într-adevăr de incendiu, lucru pentru care este nevoie de timp. Virág îi dă dreptate.
Vine o echipă de constructori care reconstruiește în ritm rapid casa sub conducerea lui Virág, dar fără uși și ferestre.
Virág îl duce pe Pelikán la un individ care scrie depoziția de martor pe care trebuie s-o învețe Pelikán. Individul se comportă ca un scriitor mulțumit de opera lui. Lui Virág îi place ce a scris, dar Pelikán protestează când citește că Dániel a aruncat în Dunăre cutii de metal în care erau rapoarte de spion și s-a scufundat ca să discute cu agenți străini despre asasinarea conducătorilor. Spune că de fapt a aruncat în Dunăre popândăi și s-a scufundat din cauza unui pește scăpat. Virág propune totuși o schimbare: cutiile acelea să fie cusute în blană de popândău, ca depoziția să fie mai autentică, autorul fiind de acord. Vine și generalul, citește și el depoziția. Nu-i place că nu apare printre cei pe care trădătorii vor să-i asasineze. Autorul promite că va face modificarea. Generalul nu-l recunoaște pe Pelikán. Acesta îi amintește toate ocaziile în care a avut de-a face cu el, spunând că nu vrea să fie martor. Generalul îl critică pe Virág, spunând că ei au nevoie de martori benevoli. Virág pleacă supărat fără Pelikán, care își dă seama că i-a dăunat, și îi pare rău. Urcă și el în mașină cu Virág, care cere să fie dus la cimitir. La monumentul funerar cu statuia în mărime naturală a unui muncitor, pregătit pentru Virág cu inscripția „O viață pentru popor”, acesta își scoate pistolul ca pentru a se împușca, spunând că el și cei ca el își sacrifică viața pentru o adunătură care nu îi merită. Totuși se lasă, chipurile, oprit de la sinucidere de către Pelikán. Acesta îi cere să ducă cu el muncă de lămurire, pentru că lui nu îi intră în cap că Dániel este vinovat, că doar îl cunoaște și a văzut cu ochii lui altceva decât trebuie să spună ca martor. Virág îi spune că nu contează ce vede, ce aude sau ce gândește, și dacă Dániel este sau nu vinovat, ci contează „adevărul” afirmat de regim. El poate dovedi în cinci minute, dacă trebuie, despre oricine, inclusiv despre el însuși că este vinovat. Ar putea să-l tortureze pe Pelikán în diverse feluri, dar a crezut totdeauna că este un tovarăș de nădejde, care îndeplinește fericit și benevol lucrul cu care este însărcinat. Este dezamăgit de Pelikán și, mai mult decât atât, tov. Bástya este dezamăgit de el, Virág. Atunci Pelikán spune că este gata la orice, dar cere să poată vorbi cu Dániel.
Lui Pelikán i se dă voie să vorbească între patru ochi cu Dániel în celula acestuia. Pelikán vrea să audă de la el dacă este vinovat sau nu, pentru că el nu crede aceasta. Dániel îi spune că nu întâmplător a ajuns acolo, căci poți să fii vinovat fără să știi că ești. Pelikán spune că n-a văzut nimic din ceea ce trebuie să spună ca martor, la care Dániel răspunde că nu aceasta este important, ci faptul ca el să fie vinovat.
Virág îl duce pe Pelikán la general, care este la vânătoare. Ajunși în pădure, amândoi primesc pușcă și haine de vânători, dar se pomenesc că se trage asupra lor. Nu sunt nimeriți, iar generalul îi reproșează lui Virág că îl deranjează. Acesta îi raportează că Pelikán este martor benevol și că se poate ține procesul, ceea ce Pelikán confirmă.
Pelikán este dus la o tovarășă care are funcția de a pregăti martorii. Aceasta procedează cu Pelikán ca un regizor: îi cere să spună o poezie și frânturi de limbă, constatând că are un defect de vorbire; îl pune să citească depoziția și îl tot oprește ca să-i corecteze jocul. Pelikán nu reușește să memoreze depoziția și este examinat de un psiholog.
I se permite să-și viziteze copiii. Pe Dunăre este o mare inundație, căci apa a rupt digurile. Cocoțat pe o salcie împreună cu copii săi, Pelikán își repetă depoziția, o frântură de limbă și formule de-ale lui Virág, în timp ce pe apă trec bărci cu oameni care încearcă să-și salveze bunurile. Un om se oprește în dreptul lui, încearcă să-i atragă atenția asupra a ceea ce se întâmplă. Mai întâi el își continuă monologul, pe care celălalt nu-l înțelege, apoi se trezește la realitate.
Pelikán se prezintă în ziua procesului la tribunal. Este neras, căci apa i-a dus toate lucrurile. Virág îi dă un teanc de hârtii, dar Pelikán constată că nu este depoziția lui, ci un verdict, la care Virág se scuză și îi dă depoziția. Apoi Virág dă telefon ca să-l cheme pe un maior, „nu pentru o execuție, pentru un bărbierit”. Este vorba de călău, care îl bărbierește pe Pelikán, constatând „Ce bine e acoperită de carne vertebruța asta!” Intră fostul polițist Gulyás, martor la același proces. Pelikán sare revoltat, dar Virág îl consolează cu aceea că și pe el l-a bătut cândva același Gulyás, dar „situația internațională se tot accentuează”, de aceea ei nu au voie să țină seama de afronturile personale pe care le-au suferit.
Este rândul lui Pelikán să depună mărturie. Începe să o spună cum a învățat-o, dar se încurcă, apoi întreabă cum a ajuns acolo zbirul de Gulyás. Judecătorul îl întreabă dacă își menține depoziția. Văzându-l pe Virág dând vehement din cap în semn să spună da, Pelikán îl întreabă dacă îi este rău, adăugând că și pe Virág l-a bătut Gulyás. Cere apoi ca Gulyás să-i spună în față că Dániel a fost informator al poliției. Acesta spune că Dániel a fost informator plătit, ba chiar că și Pelikán a fost, fiind plătit de el. Pe Pelikán îl apucă râsul și pune întrebarea cine a mai fost informator: poate și tov. Virág, și tov. Bástya? Acesta, în altă încăpere, ascultă în căști desfășurarea procesului și este șocat. Primește la telefon ordinul de a cerceta spusele lui Pelikán. În sala de audiență, Pelikán răspunde „nu” la întrebarea dacă își menține depoziția.
Pelikán este condamnat la moarte. După ce stă o vreme la închisoare, în ajunul execuției, gardianul îi aduce o mâncare bună și vin. Pelikán îl servește și pe el cu vin și începe să mănânce. Gardianul se uită cu poftă, spunând că este felul de mâncare pe care îl recomandă tuturor condamnaților la moarte, indiferent de apartenența politică. Unii nu pot mânca, și atunci mănâncă el. Apoi gardianul se scuză că trebuie să plece, căci a doua zi are învățământ politic și încă n-a învățat nimic. Aceasta îi aduce aminte că Pelikán este comunist și îi cere lămurirea unor noțiuni. Îi dă și rom. Acesta nu cunoaște noțiunile respective, dar spune ceva, iar gardianul ia conștiincios notițe.
În zori, gardianul îl conduce pe Pelikán în curtea închisorii, unde stă spânzurătoarea, dar nu este nimeni acolo. Gardianul nu înțelege ce se întâmplă. Începe să strige un nume, iar Pelikán îl ajută strigându-l și el, aflând că este numele călăului. Apare la o fereastră doar directorul închisorii, reproșându-le că țipă în zori de zi, apoi coboară în curte cu tunica peste pijama și o mapă sub braț. Îl întreabă pe Pelikán cine este, iar acesta se prezintă și spune că este cel care ar trebui spânzurat. Directorul scoate o listă, îi găsește numele și-i spune că va fi reabilitat. Pelikán nu cunoaște cuvântul și spune că mai bine să-l spânzure, la care directorul îi dă explicația că este nevinovat. Pelikán îl întreabă ce este cu Dániel. Acesta a fost eliberat cu o săptămână înainte. Gardianul îi spune cu ciudă că a mâncat mâncarea, a băut și vinul, nici nu va fi executat, și îi ordonă să dispară de acolo.
Filmul se termină cu Pelikán care umblă derutat prin mulțimea de pe stradă. Se oprește lângă un tânăr care citește un ziar, și îl întreabă ce zi este, apoi ce lună. Acesta îi spune, iar Pelikán îl mai întreabă și care e starea Dunării, la care tânărul îl întreabă dacă nu i-ar trebui și logodnica lui.

## Rolurile mai importante
- Ferenc Kállai – József Pelikán, paznic de dig
- Lajos Őze – Árpád Virág, șeful ÁVH
- Béla Both – generalul Bástya
- Zoltán Fábri – Zoltán Dániel, prietenul lui Pelikán
- Károly Bicskey – Elemér Gulyás, fost polițist
- György Bálint – episcop
- Lili Monori – Gizi, fiica lui Pelikán
- Lajos Mezey – autorul depoziției de martor
- Georgette Metzradt – tovarășa Potocsni, pregătitoarea martorului
- László Vámos – psiholog
- Pál Jákó – medic
- Pál Bánó – judecător
- Tibor Fehér – gardian de închisoare
- György Győrffy – directorul închisorii
- Ida Versényi – tovarășa Gogolák, servitoarea lui Virág

## Film și realitate
Filmul reflectă în general realitățile sociale, politice și economice de la începutul anilor 1950, dar se inspiră și din fapte și persoane concrete din epocă.
În anii 50, mare parte din aprovizionarea populației de la orașe cu produse alimentare provenea din cele care trebuia să fie predate obligatoriu statului de către producătorii individuali. De aceea, sacrificările de animale erau efectuate legal numai pe bază de autorizație, dacă proprietarii predaseră cantitățile de produse la care erau obligați. Din această cauză existau sacrificări ilegale, care constituiau fapte penale.
Numirea lui Pelikán în funcții nepotrivite pregătirii sale se inspiră din faptul că regimul îndepărta din funcții profesioniștii formați în regimul anterior și îi înlocuia cu oameni aleși pe criteriul originii muncitorești sau țărănești.
Parcul de distracție din Budapesta se numea într-adevăr Parcul Englezesc în 1950. Atunci a fost etatizat și i s-a schimbat numele în Parcul Vesel, pe care l-a avut până în 2013.
În acea perioadă au avut loc într-adevăr încercări de cultivare a citricelor în Ungaria, la ordinul conducerii de partid și de stat, cu material săditor adus din Uniunea Sovietică.
Procesul lui Zoltán Dániel îl evocă pe cel al ministrului afacerilor externe László Rajk din 1949, bazat pe acuzații inventate, un proces spectacol după modelul celor din timpul lui Stalin în Uniunea Sovietică, înaintea căruia l-au convins să recunoască acele acuzații.
Scăparea lui Pelikán de execuție și eliberarea sa evocă faptul că în 1953, după moartea lui Stalin a urmat o perioadă de relativă liberalizare, când au fost eliberați o seamă de deținuți politici prin amnistia decretată de un nou guvern, condus de Imre Nagy.
Figura lui Virág se inspiră din șeful ÁVH, Gábor Péter, iar cea a generalului Bástya din generalul de armată Mihály Farkas, ministrul apărării. Acesta într-adevăr își rezerva periodic piscina unei facultăți pentru el singur.

## Istoricul și posteritatea filmului
Filmul a fost turnat în 1969. Turnarea a fost oprită o dată de autorități și reluată numai după impunerea în echipa de filmare a unui consultant ideologic. A fost terminat după multe discuții cu cenzura, și totuși a fost interzis, deși apăruseră deja ecouri de presă favorabile în timpul turnării, de exemplu în revista Film Színház Muzsika. În ciuda interdicției, filmul a putut fi văzut în afara cinematografelor, ca un privilegiu acordat unor membri de partid sau ai UTC. Prima sa prezentare publică a avut loc în 1977, o singură dată, cu ocazia unei reviste a filmelor comice ale regizorului. A fost difuzat în cinematografe abia în 1979, cu un mare succes de public, ținând afișul mai multe luni de zile.
În 1981, filmul a fost prezentat la Festivalul de la Cannes în afara concursului, în cadrul secțiunii Un Certain Regard, cu un asemenea succes, încât a fost cumpărat în 32 de țări.
În 2012, membrii Academiei Maghiare de Artă au ales filmul printre cele mai bune 53 de filme maghiare.
În 2018, filmul a fost digitalizat și difuzat din nou în cinematorgrafe, iar în 2019 s-a găsit versiunea necenzurată a filmului, care a fost de asemenea digitalizată și prezentată la Festivalul de la Cannes, în secțiunea Cannes Classics, apoi difuzată în Ungaria. Cenzura impusese nu numai tăieturi, ci și adaosuri, de exemplu o scenă finală în care Pelikán și Virág devenit muritor de rând se întâlnesc pe scara unui tramvai aglomerat. Virág îi spune că lumea îl va regreta, iar Pelikán îi răspunde că nu crede. Scena era destinată a arăta că vremea dictaturii trecuse. Versiunea inițială, necenzurată, a fost restaurată fără această scenă.
Péter Bacsó a scris și un roman scurt cu același titlu, apărut în 1980, pe baza scenariului filmului.
Același regizor, cu același actor principal, a realizat în 1994 o continuare a filmului, Megint tanú (Din nou martor), în care Pelikán cel cinstit și naiv este supus încercărilor de manipulare a diverse grupuri de putere în conflict, în condițiile instaurării democrației și ale începuturilor economiei capitaliste. Acest film nu a mai avut același succes ca Martorul.
Există și o adaptare pentru teatru a filmului, pusă în scenă în 2012.
Martorul este unul din filmele cult ale cinematografiei maghiare. A fost atât de popular, încât multă vreme, unele propoziții din el au circulat ca citate celebre în Ungaria, de exemplu „Viața nu e un tort cu frișcă”, „Situația se accentuează”, „Nu inițiez o discuție”, „Este puțin mai galbenă, puțin acră, dar e a noastră”, „E suspect ce nu e suspect”. Începând cu 1989 apare revista Magyar Narancs (Portocala Maghiară), cu numele inspirat de film.

## Curiozități
Textul cântecului pionieresc cântat de copiii lui Pelikán a fost scris de însuși Péter Bacsó în 1949, pentru filmul Pionierii, imediat interzis și confiscat, realizat împreună cu un alt viitor regizor important, Károly Makk, pe când erau studenți la Institutul de Artă Teatrală și Cinematografică.
În Martorul joacă și patru regizori: Zoltán Fábri, Béla Both (directorul de atunci al Teatrului Național), László Vámos și Ida Versényi.

## Interpretări și critici
Pelikán este un om simplu și cinstit, cu un caracter modest, dar naiv. S-a apropiat de comuniști atunci când aceștia erau persecutați, și crede că regimul comunist va crea o societate dreaptă. Își face conștiincios datoria într-un domeniu potrivit pentru nivelul lui de inteligență și de pregătire, de care de altfel este conștient, și nu dorește mai mult, dar nu poate trăi liniștit în condițiile regimului. Mai întâi se confruntă numai cu greutatea de a-și hrăni familia în acele condiții, dar mai apoi și cu absurditățile regimului, dintre care unele ajung până la a fi criminale. Face eforturi sincere de a se conforma cerințelor absurde ale acestuia, dar până la urmă conștiința lui morală nu-l lasă să contribuie la condamnarea fără motiv a unui om. Criticului Juliana Brandt filmul îi amintește unele elemente ale romanul picaresc, în care un antierou caută să supraviețuiască în slujba mai multor stăpâni, și astfel le relevă adevărata natură. Prin eșecurile sale dezvăluie defectele lumii.
Într-un interviu, Péter Bacsó a declarat „József Pelikán sunt eu”, adăugând că a crezut în utopia socialistă, a fost militant al cauzei. Doar că el nu a rămas naiv ca Pelikán.
Filmul este în același timp satiric, comic și dramatic, chiar tragic. Sursele comicului sunt situațiile absurde și caricaturile pe care le constituie prezentarea oamenilor regimului. După părerea criticului Gergely Bikács, cu ochii spectatorului din anii 2000, personajul lui Pelikán poate părea contestabil, lipsindu-i șiretenia omului simplu, spre deosebire de Švejk, care doar face pe naivul, al lui Jaroslav Hašek. Astfel, Pelikán poate duce la concluzia că dictatura comunistă s-a bazat pe oameni naivi ca el. După același critic, figura cea mai bine realizată este cea a lui Virág, o caricatură vie prin privirea, vorba, gesturile sale, cu setea de putere și totodată supușenia lui față de superior.
Criticul Tamás Koltai regretă că cei care nu au trăit ca adulți măcar înainte de 1990 nu pot înțelege multe lucruri din film: nici situația generală, nici ce era un proces spectacol, nici ce era portocala maghiară, nici citatele celebre.